# René Bondoux
René Henri Georges Bondoux (ur. 26 maja 1905 w Bar-sur-Aube, zm. 6 maja 2001 w Neuilly-sur-Seine) – francuski florecista, dwukrotny medalista olimpijski i wicemistrz świata.
Na igrzyskach olimpijskich w Los Angeles w 1932 roku Francuzi w składzie: Édward Gardère, René Lemoine, René Bondoux, René Bougnol, Philippe Cattiau i Jean Piot zdobyli złoty medal we florecie drużynowym. W turnieju indywidualnym nie startował. Na rozgrywanych cztery lata później igrzyskach olimpijskich w Berlinie razem z André Gardère, Jacquesem Coutrotem, René Bougnolem, Édwardem Gardère i René Lemoinem zdobył srebrny medal w turnieju drużynowym. Indywidualnie ponownie nie startował. 
Podczas mistrzostw świata w Lozannie w 1935 roku (oficjalnie imprezy tego cyklu rozgrywane były pod tą nazwą dopiero od 1937) razem z René Bougnolem, André Gardère, Édwardem Gardère i René Lemoine zdobył srebrny medal we florecie drużynowym.
W czasie II wojny światowej dostał się do niewoli pod Dunkierką. Następnie należał do ruchu oporu, dołączył do wojsk Wolnej Francji jako oficer sztabowy 1 Armii Francuskiej „Ren i Dunaj”. Walczył w Tunezji oraz w południowej Francji. Należał do sztabu generała de Lattre de Tassigny, w tej roli był świadkiem podpisania bezwarunkowej kapitulacji III Rzeszy 8 maja 1945 (w Berlinie).. Po wojnie pracował jako adwokat.
Odznaczony Legią Honorową, Orderem Narodowym Zasługi, Medalem Ruchu Oporu, Medalem Uciekinierów z Niewoli, Krzyżem Wojennym i Krzyżem Wybitnej Służby. W 1972 otrzymał także Order Olimpijski.